# Détective Conan : Un détective privé en mer lointaine
Détective Conan : Un détective privé en mer lointaine (名探偵コナン 絶海の探偵, Meitantei Konan: Zekkai no Puraibēto Ai) est un film d'animation japonais réalisé par Kōbun Shizuno, sorti en 2013.
Il s'agit du dix-septième film tiré du manga Détective Conan.

## Synopsis
Le film se déroule à bord d'un vaisseau Aegis ultra sophistiqué, avec la coopération du Ministre japonais de la Défense et des Forces d'Autodéfense Maritime. On a retrouvé le cadavre d'un membre des Forces d'Autodéfense auquel il manquait le bras gauche, et on apprend qu'un espion a infiltré le vaisseau Aegis. Ran est mise en péril, si bien que Conan se voit obligé d'intervenir contre le dangereux « Espion X » (« Spy X »).CONAN s'est donc mis en danger une fois de plus.

## Fiche technique
- Date de sortie : 20 avril 2013

## Distribution

### Voix japonaises
- Minami Takayama : Conan Edogawa
- Kappei Yamaguchi : Shinichi Kudo
- Rikiya Koyama : Kogoro Mouri
- Wakana Yamazaki : Ran Mouri
- Ryo Horikawa : Heiji Hattori
- Yuko Miyamura : Kazuha Tooyama
- Megumi Hayashibara : Ai Haibara
- Naoko Matsui : Sonoko Suzuki
- Wataru Takagi : Genta Kojima
- Yukiko Iwai : Ayumi Yoshida
- Toshio Furukawa : Misao Yamamura
- Kou Shibasaki : Nanami Fuji